# إليزابيث تان (ممثلة)
إليزابيث تان ((بالصينية: 谭素美)) هي مغنية وممثلة ماليزية، ولدت في 18 نوفمبر 1993 في كوالالمبور في ماليزيا.

## وصلات خارجية
- إليزابيث تان (ممثلة) على موقع IMDb (الإنجليزية)
- إليزابيث تان (ممثلة) على موقع ميوزك برينز (الإنجليزية)
- إليزابيث تان (ممثلة) على موقع أول ميوزيك (الإنجليزية)
- إليزابيث تان (ممثلة) على موقع قاعدة بيانات الفيلم (الإنجليزية)